# Lucas Ribeiro (calciatore 2000)
Lucas Nicolás Ribeiro Nelson, noto semplicemente come Lucas Ribeiro (Montevideo, 10 luglio 2000), è un calciatore uruguaiano, attaccante del Basáñez.

## Caratteristiche tecniche
È un centravanti.

## Carriera
Cresciuto nel settore giovanile del Cerro, nel 2017 ha firmato un precontratto con l'Austria Vienna per poi trasferirsi l'anno successivo dove è stato aggregato alla seconda squadra. Ha fatto il suo esordio il 24 agosto 2018 disputando l'incontro di Erste Liga perso 3-1 contro il Lafnitz. Il 14 febbraio 2020 è stato ceduto in prestito al Liverpool Montevideo.